# Ascorhynchus simile
Ascorhynchus simile là một loài nhện biển trong họ Ascorhynchidae. Loài này thuộc chi Ascorhynchus. Ascorhynchus simile được miêu tả khoa học năm 1942 bởi Fage.